# Station Lower Sydenham
Station Lower Sydenham is een spoorwegstation van National Rail in de Londense wijken Lower Sydenham en Southend in de boroughs Lewisham en Bromley, Zuid-Londen, Engeland. Het station is eigendom van Network Rail en wordt beheerd door Southeastern. 